# Yanbulaqcultuur
De Yanbulaqcultuur (Chinees: 焉不拉克文化 of 焉布拉克文化, Yanbulake wenhua) was een archeologische cultuur van de bronstijd en vroege ijzertijd (1100-500 v.Chr.) beschreven op basis van de Yanbulaq-begraafplaats (Chinees: 焉不拉克古墓群, Pinyin Yānbùlākè gǔmùqún of 焉不拉克墓地, Yānbùlākè mùdì) gelegen op de noordelijke heuvels van het Qumul-bekken, in het Yizhou-district, Xinjiang, China. 
De begraafplaats in Yanbulaq bevatte 29 mummies die dateerden van 1100 tot 500 v.Chr. Hiervan hebben er 21 een Oost-Aziatisch uiterlijk - de vroegste Aziatische mummies gevonden in het Tarimbekken - en de overige 8 zijn van hetzelfde Europide type zijn als gevonden in Qäwrighul. Deze latere en oostelijke "Tarim-mummies" vertegenwoordigden zowel Westelijke als Oostelijke overblijfselen, wat duidt op contact tussen Westelijke nomaden en landbouwgemeenschappen in het oosten. 
De Yuezhi bevonden zich mogelijk rond het Shirenzigoucultuurgebied, tussen de Subeixicultuur in het westen, de Yanbulaqcultuur in het oosten, de nasleep van de Xemirxekcultuur in het noorden, en een uitgestrekt woestijnachtig gebied in het zuiden, ongeveer duizend kilometer verwijderd van de centrale vlakten van China. Mogelijk had de cultuur ook contacten met de beschilderde aardewerkculturen van de bronstijd in de regio's Gansu en Qinghai. 
Archeologische vondsten van ijzeren messen suggereren dat de Yanbulaqcultuur, evenals de Shajingcultuur verder naar het zuiden, mogelijk een belangrijke rol speelde bij de overdracht van ijzertechnologie naar China. 
De Yanbulaqcultuur nam na 500 v.Chr. af. 
De Yanbulaq-site staat sinds 2001 op de monumentenlijst van de Volksrepubliek China (5-189).